# Königsberg in Bayern
Pour les articles homonymes, voir Königsberg (homonymie).

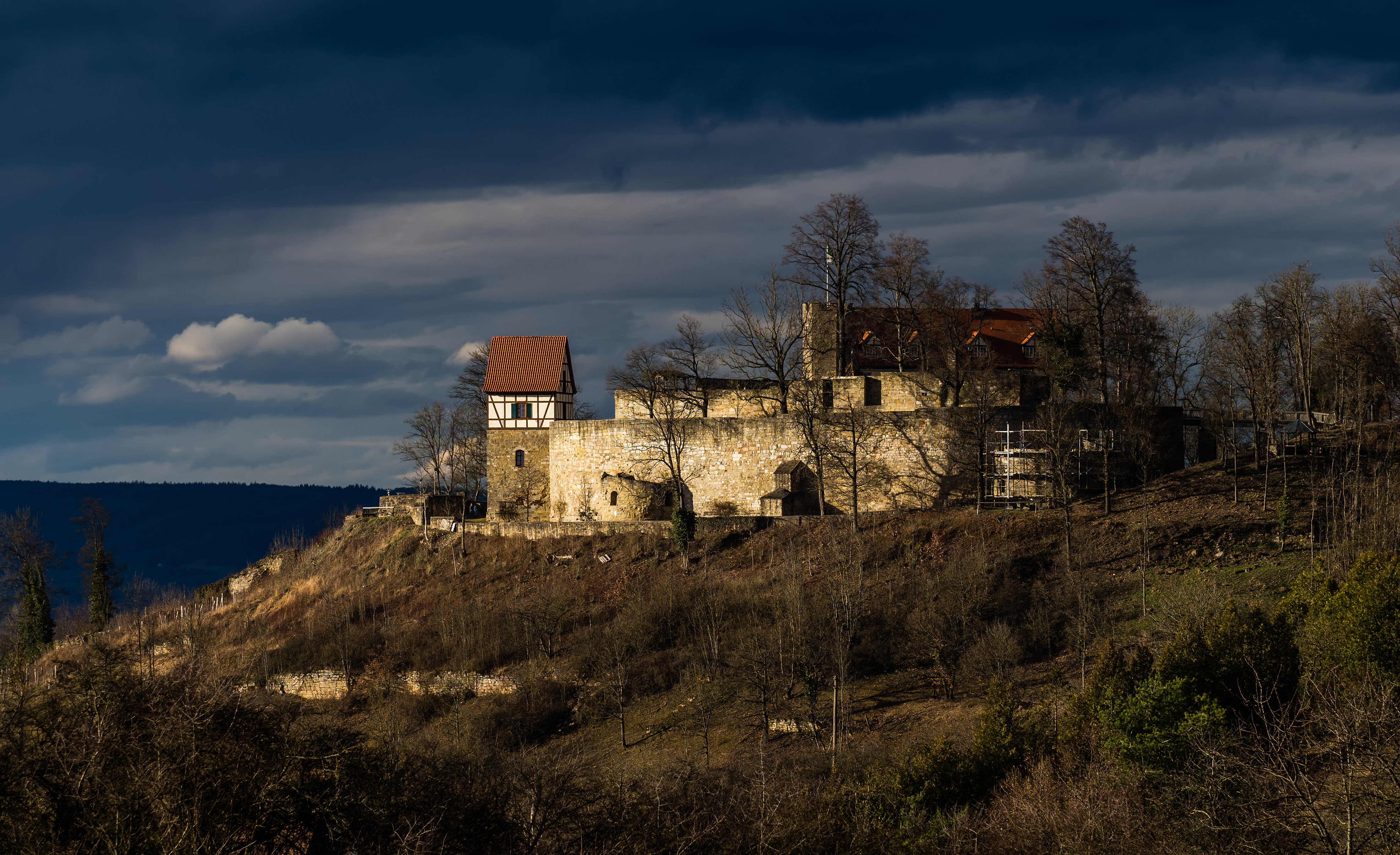
Le chateau de Königsberg vu du sud. Mars 2017.

Königsberg in Bayern est une ville de Bavière, en Allemagne. Elle est située dans l'arrondissement de Hassberge, à 7 km de Hassfurt et à 31 km de Bamberg.

## Personnalités liées à la ville
- Wilhelm Friedrich Hezel (1754-1829), théologien